# Maria Nascimento
Maria de Lourdes Vale Nascimento, também conhecida como Maria Nascimento (Franca, 2 de setembro de 1924 — Franco da Rocha, 23 de maio de 1995) foi uma intelectual, educadora, assistente social, ativista da causa negra e liderança feminista brasileira.
Maria foi fundadora do Conselho Nacional de Mulheres Negras, além de cofundadora e diretora do Teatro Experimental do Negro (TEN), onde atuou na promoção da alfabetização da comunidade negra.
Foi colunista do jornal Quilombo: vida, problemas e aspirações do negro e uma das primeiras colunistas negras do Brasil.
Seu trabalho teve importância tanto em São Paulo quanto no Rio de Janeiro e influência na história dos movimentos políticos do Brasil.
Apresentou ideias consideradas inovadoras e sementes das pautas dos feminismos negros contemporâneos. Lutou pela integração da mulher negra à vida social, por sua ascensão educacional, cultural, econômica e pela construção de um novo modelo de sociedade.
Foi autora de ações diversificadas envolvendo educação, saúde e assistência social.

## Biografia
Maria de Lourdes nasceu em Franca, em 1924, filha de Dulcinéia Nascimento do Vale, quituteira e dona de casa, e de Laureano Antonio do Vale, militar. Ao longo de sua escolarização, dedicou-se aos estudos de música, aprendendo a tocar violino e desenvolvendo apreço por literatura. Formou-se no curso técnico de ciências contábeis no Ateneu de Franca.

### Anos 1940-1950
Entre 1941 e 1943, Maria de Lourdes Vale se casou com Abdias do Nascimento, passando a assinar Maria de Lourdes Vale Nascimento. Após se mudar para o Rio de Janeiro com o marido, em 1944, fundou o Teatro Experimental do Negro (TEN), onde atuou como educadora e liderança política. Teve importante papel no processo de alfabetização da comunidade negra carioca, numa época em que a população brasileira tinha baixos índices de alfabetização.
Entre 1948 e 1950, Maria Nascimento assumiu a coluna Fala a Mulher, no jornal Quilombo: vidas, problemas e aspirações do negro. Pautou questões como: taxa de mortalidade entre crianças negras; ausência de serviços públicos de pré e pós-natal; espírito de amizade e fraternidade entre “favelados”; regulamentação do trabalho doméstico etc.
Em 1950, fundou o Conselho Nacional de Mulheres Negras, o departamento feminino do TEN.
Concedeu entrevistas para o jornal Diário Trabalhista, de São Paulo, e para a Folha do Rio, do então Distrito Federal.

### Últimos anos e morte
Por volta de 1955, separou-se de Abdias Nascimento. Retornou para São Paulo e adquiriu um sítio na cidade de Franco da Rocha.
Em 23 de maio de 1995, Maria de Lourdes faleceu em seu sítio, aos 70 anos.

## O Conselho Nacional de Mulheres Negras
Fundado em 18 de maio de 1950, o departamento feminino do Teatro Experimental do Negro (TEN) possuía uma agenda feminista negra e tinha como foco promover a integração da mulher negra à vida social.
Entre as iniciativas do Conselho Nacional de Mulheres Negras, destacaram-se: criação de uma associação profissional para as trabalhadoras domésticas, a oferta de cursos de alfabetização, a orientação materna, a assessoria jurídica e as aulas de balé e teatro infantis.

## Obras selecionadas
Artigos
- Crianças racistas. Coluna “Fala a Mulher”, Quilombo: vida, problemas e aspirações do negro. Rio de Janeiro, n. 1, p. 8, dez. 1948.[5]
- Infância agonizante. Coluna “Fala a Mulher”, Quilombo: vida, problemas e aspirações do negro. Rio de Janeiro, n. 2, p. 8, mai. 1949.
- O Congresso Nacional de Mulheres e a regulamentação do trabalho doméstico. Coluna “Fala a mulher”, Quilombo: vida, problemas e aspirações do negro. Rio de Janeiro, n. 4, p. 3, jul. 1949.[1]
- Precisam-se de escravas. Quilombo: vida, problemas e aspirações do negro, Rio de Janeiro, n. 6, p. 9, fev. 1950.
- Instalado o “Conselho Nacional das Mulheres Negras”. Quilombo: vida, problemas e aspirações do negro, Rio de Janeiro, n. 9, p. 4 mai. de 1950.

Entrevista
- Instala-se hoje o Conselho Nacional de Mulheres Negras: Entrevista de Maria Nascimento à Folha do Rio (maio de 1950).[1]